# Ptilogyna (Plusiomyia) neocaledonica
Ptilogyna (Plusiomyia) neocaledonica is een tweevleugelige uit de familie langpootmuggen (Tipulidae). De soort komt voor in het Australaziatisch gebied.